# 掌叶铁线蕨
掌叶铁线蕨（学名：Adiantum pedatum）为铁线蕨科铁线蕨属下的一个种。生于山麓灌丛或山坡荫湿地。